# Raphaël Colson
Pour les articles homonymes, voir Colson.
Raphaël Colson, né en 1970, est un écrivain et essayiste français de science-fiction, neveu de l'auteur Pierre Marlson et de l'essayiste anarchiste Daniel Colson. Il a été le gérant de la maison d'édition Les moutons électriques de 2007 à 2013.

## Biographie
Raphaël Colson naît en 1970.
Après avoir étudié à l'école des Beaux Arts de Lyon, il participe en 1997 à la création du collectif Kritikator, dont les activités iront de la publication d'un éphémère fanzine à l'organisation de soirées thématiques au Cinéma Opéra (une salle lyonnaise). Jusqu'en 2000, il rédige trois fascicules consacrés à l'idéologie dans le cinéma américain (années 1970, 1980, 1990). Puis, ayant publié quelques articles et une nouvelle, il collabore avec André-François Ruaud à des essais sur la science-fiction.
Au sein de la maison d'édition Les Moutons électriques, il a publié trois essais (sur le zombie, le rétrofuturisme et le steampunk), ainsi qu'une monographie abordant l'œuvre du cinéaste Hayao Miyazaki.
De 2012 à 2019, il travaille sur un projet de référencement des œuvres de fiction post-apocalyptiques produites de 1816 à nos jours. Ce projet aboutit à la création d'un atlas post-apocalyptique, dont les quatre premiers segments sont en téléchargement gratuit à l'adresse suivante.
En 2019, Raphaël Colson rejoint l'équipe du festival de science-fiction Les Intergalactiques (Lyon), en tant que directeur artistique chargé des expositions. 
En 2022, au sein d'un collectif, il participe à la création d'un espace culturel, le BosKop, situé dans le 7e arrondissement de Lyon. Ce lieu, qui se définit comme un labo culturel, propose diverses activités (soirées à thème, programmations, rencontres) centrées sur la culture populaire.

## Travaux et publications

### Le futur, c'est maintenant
- Le futur, c'est maintenant :
  - partie 1
  - et partie 2
  - sur LaFaquinade, 2015 et 2016.

### Ouvrages
- Tout le Steampunk ! édition couleur (avec Étienne Barillier), (essai), Les moutons électriques, coll. Bibliothèque des miroirs, 2014.
- Hayao Miyazaki: Cartographie d'un Univers  édition couleur augmentée (avec Gaël Régner) (essai), Les moutons électriques, coll. Bibliothèque des miroirs, 2014
- Science-fiction, les frontières de la modernité nouvelle édition augmentée (avec André-François Ruaud) (essai), Mnémos, 2014
- Hayao Miyazaki: Cartographie d'un Univers édition couleur (avec Gaël Régner) (essai), Les moutons électriques, coll. Bibliothèque des miroirs, 2013
- Zombies ! nouvelle édition augmentée (avec Julien Bétan) (essai), Les Moutons électriques, coll. Bibliothèque des miroirs, 2013
- Rétro-futur ! Demain s'est déjà produit  (dir.) (essai), Les moutons électriques, coll. Bibliothèque des miroirs, 2012
- Hayao Miyazaki: Cartographie d'un Univers  (avec Gaël Régner) (essai), Les moutons électriques, coll. Bibliothèque des miroirs, 2010
- Zombies ! (avec Julien Bétan) (essai), Les moutons électriques, coll. Bibliothèque des miroirs, 2009
- Science-fiction, les frontières de la modernité (avec André-François Ruaud) (essai), Mnémos, 2008
- Science-fiction, une littérature du réel (avec André-François Ruaud) (essai), Klinksieck, coll. 50 questions, 2006

### Articles
- Hayao Miyazaki : mirabilia agentia, la merveille en action, dans "Panorama illustré de la fantasy & du merveilleux " nouvelle édition, (avec Gaël Régner), Les moutons électriques, 2015.
- Imaginaire et mémoire de la Grande Guerre à travers la fiction contemporaine, dans Canal Psy n°110, 2015.
- Il était une fois "la guerre racontée par les écrivains qui la font", dans De la gloire dans de la boue (préface), Léon Groc, Les moutons électriques, 2013.
- La ville labyrinthe, prison des amnésiques, dans Fiction tome 14, Les moutons électriques, 2012.
- Survivre à la fin du monde et Petite histoire des grands robots japonais, dans Yellow Submarine tome 135, Les moutons électriques, 2011.
- Les vampires du soleil levant et Les affres de la relation communautaire, articles dans Vampires !, Élisabeth Campos & Richard D. Nolane, Les moutons électriques, 2010.
- Aparté japonais et Suchîmupanku, chapitres dans Steampunk !, Étienne Barillier, Les moutons électriques, coll. Bibliothèque des miroirs, 2010.
- Le temps des serials et Une veine cinématographique, chapitres dans Space Opera !, André-François Ruaud et Vivian Amalric, Les moutons électriques, coll. Bibliothèque des miroirs, 2009.
- Les raconteurs d'histoires et les faiseurs d'univers, dans Yellow Submarine tome 134, Les moutons électriques, 2009.
- La Route, ou le crépuscule de la civilisation, dans Fiction tome 8, Les moutons électriques, 2008.
- Le rêve des étoiles comme utopie(s), dans Yellow Submarine tome 133, Les moutons électriques, 2008.
- Zombies (deuxième partie), dans Fiction tome 6, (avec Julien Bétan) Les moutons électriques, 2007.
- Zombies (première partie), dans Fiction tome 5, (avec Julien Bétan) Les moutons électriques, 2007.
- L’Art du conte, dans "L’Hypothèse du lézard", collectif, Les moutons électriques, 2005.
- Studio Ghibli : le merveilleux selon Hayao Miyazaki, dans "Panorama illustré de la fantasy & du merveilleux ", Les moutons électriques, 2004.
- De la pernicieuse dictature du temps présent, dans Yellow Submarine tome 132, Les moutons électriques, 2004.
- NieA_7, domestic poor @nimation, dans Yellow Submarine tome 131, Le Bélial', 2002.

### Nouvelles
- Lupina satanica, dans l'anthologie Passés recomposés, éd. Nestiveqnen, 2003.

### Traductions
- Baku Yumemakura, L'Épée de l'empereur, Taitei no Ken volume 1 (roman), cotraduction avec Hiroe Sasaki, Glénat Roman, 2010
- Baku Yumemakura, L'Épée de l'empereur, Taitei no Ken volume 2 (roman), cotraduction avec Hiroe Sasaki, Glénat Roman, 2011